# David Tägtström

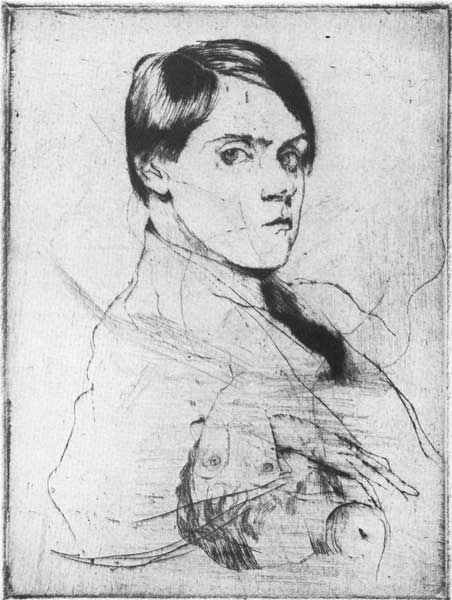
David Tägstrom 1917 - torrnål av Axell Fridell

David Tägtström, född 16 augusti 1894 i Borlänge, död 10 oktober 1981 i Leksand, var en svensk målare, grafiker och tecknare.

## Biografi
David Tägtström var son till frisörmästaren Olof Tägtström och Kristina Nordén och från 1918 gift med Märta Augusta Granlund. Som mycket ung kom Tägtström till Falun där han studerade på Theodor Glasells aftonskola tillsammans med Axel Fridell och Hans Norsbo. Under somrarna 1911–1912 studerade han för Emerik Stenberg och han företog en utländsk studieresa innan han blev elev på Kungliga konsthögskolan i Stockholm åren 1913–1916. Han fick 1914 ett stipendium som han använde till en studieresa till Frankrike, Schweiz och Italien men på grund av första världskrigets utbrott tvingades han avbryta sin resa. Vid återkomsten till Sverige hyrde han tillsammans med Bertil Bull Hedlund och Axel Fridell en ateljé i Stockholm som blev en samlingspunkt för många akademistudenter. På grund av sjukdom gjorde han ett halvårs studieuppehåll vid akademien och bedrev då som terapi självstudier i teckning. Vid etsningskolan där han studerade för Axel Tallberg fick han stor framgång och blev med tiden en av Sveriges främsta grafiker i torrnålsgravyr. Omkring 1920 övergav han emellertid grafiken för att specialisera sig på porträttmåleri. Men innan han uppnått den skicklighet som krävdes i porträttmåleriet genomlevde han flera strävsamma år. Efter att han tilldelades Uno Troilis stipendium 1924–1926 reste han till Amerika där han vistades 1925–1926, för sin försörjning i Amerika utförde han en rad porträtt av amerikanska militärer. Vid återkomsten till Sverige bosatte han vinterhalvåret i Stockholm och tillbringade sommarmånaderna i Dalarna. Som porträttmålare utförde han officiella porträtt för bland annat Svenska riksdagen, Karolinska sjukhuset, Stockholms universitet, Jernkontoret, Serafimerlasarettet, Akademiska sjukhuset, Uppsala universitet och Uppsala domkapitel. Med beskrivande text av Petrus Envall utgav han tillsammans med Stig Borglind och Axel Fridell ett album med etsade Dalamotiv 1924. Han målade vederhäftiga porträtt av bland andra drottning Louise, Prins Eugen och Anders Örne. Tägtström finns representerad i Nationalmuseum, Dalarnas museum, Kalmar läns museum, Konstakademien, Musée Bernadotte i Pau, Leksands konstgalleri, Bonnierska porträttsamlingen och Gripsholm slotts porträttsamling. Han tillhörde Falugrafikerna och var från 1937 ledamot av Konstakademien.

## Utställningar i urval
Tillsammans med Eric Detthow och Axel Fridell ställde han ut i Stockholm 1918 och separat ställde han bland annat ut i Falun 1941 och på Konstnärshuset i Stockholm 1944. Från 1916 medverkade han i flera av Sveriges allmänna konstförenings salonger i Stockholm och Dalarnas konstförenings årligen återkommande utställningar i Falun. Han var representerad i bland annat den svenska konstutställningen på Charlottenborg 1916, Februarigruppens utställning i Stockholm 1919, Biennalen i Venedig 1920, utställningen Dalakonstnärer på Liljevalchs konsthall 1936, Grafiska sällskapets utställning på Konstakademien 1937, en internationell grafikutställning i Köpenhamn 1937, Barnet i konsten som, visades på Nordiska museet 1941, Svenska konstnärernas förenings utställning på Konstakademien 1943 och Nationalmuseums utställning Akademielever från 1910-talet 1959.